# Listrobanthes
Listrobanthes là chi thực vật có hoa trong họ Acanthaceae.